# Nuestro cine (Viva el cine español)
Nuestro cine es un programa de televisión español emitido por primera vez en el año 2010 en 13 TV, que se centra en el cine español clásico. El programa se suele emitir los fines de semana y repasa una película popular con entrevistas, datos y curiosidades en la línea del formato de Cine de barrio. Además, el programa va acompañado de la emisión de la película que se trate en él. 
Posteriormente fue rebautizado con el nombre de Viva el cine español y primero María Ruíz, y después Lucía Crespo, presentaron el programa que se emitía todos los domingos a las 15:00, con el pase de dos películas protagonizadas por un mismo actor/actriz o director/directora y una pequeña presentación de 5 minutos por película.

## Historia
Nuestro cine se estrenó el 5 de diciembre de 2010 siendo presentado por José Luis Uribarri y emitido por 13 TV todos los domingos. El programa se mantuvo en antena con el presentador hasta el 22 de julio de 2012, día en que se emitió el último programa, grabado diez días antes, con Uribarri. Esto se debió a la hospitalización de este tras sufrir un ataque cerebrovascular. Este último programa se emitió a modo de homenaje hacia el presentador.
Tras el fallecimiento de José Luis Uribarri, Nuestro cine inició una nueva etapa con Inés Ballester, que ya había acompañado a Carmen Sevilla en un programa similar como Cine de barrio, y Ricardo Altable. Ambos comenzaron a presentar el programa el 15 de septiembre de 2012, ya que esta temporada se duplicó su emisión pasando a emitirse también los sábados. En junio de 2017, 13 TV canceló el programa y despidió por sorpresa a Inés Ballester y Ricardo Altable.
El domingo 4 de noviembre de 2018 13 TV recuperó el programa renombrándolo como Viva el cine español y emitiendo los domingos a las 15:00 el pase de dos películas españolas con una pequeña presentación de 5 minutos por película.

## Formato
Nuestro cine analiza las películas españolas de las décadas de los 50's, 60's, 70's o 80's (1950 - 1989) mediante los comentarios, tertulias y entrevistas con actores y directores, para repasar cómo fueron los rodajes de esas películas, las anécdotas, las curiosidades, etcétera. Además, a este análisis se une la proyección de la película que se esté tratando. Estas películas recuerdan a actores como Manolo Escobar, Marisol, Joselito, Paco Martínez Soria, Tony Leblanc, José Luis López Vázquez, Concha Velasco, Laura Valenzuela, Venancio Muro, Carlos Díaz de Mendoza, Emilio Rodríguez, José Luis Ozores, Mariano Ozores, Antonio Ozores, José Luis Garci, Fernando Fernán Gómez, Rafael Alonso, Cayetana Guillén Cuervo, Agustín González, Cristina Cruz Mínguez, Alicia Rozas, Fernando Guillén, Francisco Algora, Emma Cohen, María Massip, Antonio Valero, Francisco Piquer, Fernando Palacios, Alberto Closas, Amparo Soler Leal, todos los que han ganado Goya de honor o Gracita Morales entre otros/as.
Cabe destacar que el programa ha permitido a los telespectadores reencontrarse con actores y actrices españoles que, en ocasiones, llevaban años o incluso décadas sin ponerse delante de una cámara, junto a algunas estrellas del cine actual.

## Presentadores
En sus inicios lo presentó José Luis Uribarri con diferentes colaboradores e invitados, relacionados con la película a emitir ese día. Desde que el programa se estrenó en 2010 hasta julio de 2012, el presentador fue José Luis Uribarri. 
Tras el fallecimiento de éste, la temporada siguiente comenzó el 15 de septiembre de 2012 con Inés Ballester y Ricardo Altable hasta junio de 2018.
Luego María Ruíz presentó el nuevo formato renombrado Viva el cine español desde el domingo 4 de noviembre de 2018 en un día único: todos los domingos a las 15:00. 
Posteriormente, Lucía Crespo presenta Viva el cine español desde finales 2020 en 13 TV, todos los domingos a las 15:00.